# ATC (L03)
Jest to część klasyfikacji anatomiczno-terapeutyczno-chemicznej:
- L – Leki przeciwnowotworowe i immunomodulujące
  - L 01 – Cytostatyki
  - L 02 – Leki hormonalne
  - L 03 – Leki immunostymulujące
  - L 04 – Leki immunosupresyjne

Obejmuje ona leki immunostymulujące:

## L 03 A – Cytokiny i immunomodulatory
- L 03 AA – Czynniki stymulujące tworzenie kolonii
  - L 03 AA 02 – filgrastym
  - L 03 AA 03 – molgramostym
  - L 03 AA 09 – sargramostym
  - L 03 AA 10 – lenograstym
  - L 03 AA 12 – ancestym
  - L 03 AA 13 – pegfilgrastym
  - L 03 AA 14 – lipegfilgrastym
  - L 03 AA 15 – balugrastym
  - L 03 AA 16 – empegfilgrastym
  - L 03 AA 17 – pegteograstym
  - L 03 AA 18 – efbemalenograstim alfa
  - L 03 AA 19 – eflapegrastym
- L 03 AB – Interferony
  - L 03 AB 01 – interferon α naturalny
  - L 03 AB 02 – interferon β naturalny
  - L 03 AB 03 – interferon γ
  - L 03 AB 04 – interferon α-2a
  - L 03 AB 05 – interferon α-2b
  - L 03 AB 06 – interferon α-1n
  - L 03 AB 07 – interferon β-1a
  - L 03 AB 08 – interferon β-1b
  - L 03 AB 09 – interferon alfakon-1
  - L 03 AB 10 – peginterferon α-2b
  - L 03 AB 11 – peginterferon α-2a
  - L 03 AB 12 – albinterferon α-2b
  - L 03 AB 13 – peginterferon β-1a
  - L 03 AB 14 – cepeginterferon α-2b
  - L 03 AB 15 – ropeginterferon α-2b
  - L 03 AB 16 – peginterferon αkon-2
  - L 03 AB 17 – sampeginterferon β-1a
  - L 03 AB 60 – peginterferon α-2b w połączeniach
  - L 03 AB 61 – peginterferon α-2a w połączeniach
- L 03 AC – Interleukiny
  - L 03 AC 01 – aldesleukina
  - L 03 AC 02 – oprelwekina
- L 03 AX – Inne leki immunostymulujące
  - L 03 AX 01 – lentinan
  - L 03 AX 02 – rochinimeks
  - L 03 AX 03 – szczepionka BCG
  - L 03 AX 04 – pegademaza
  - L 03 AX 05 – pidotymod
  - L 03 AX 07 – kwas poliinozyno-policytydylowy
  - L 03 AX 08 – kwas poliinozyno-policytydylowy stabilizowany polilizyną i karboksymetylocelulozą (ang. poly ICLC)[1]
  - L 03 AX 09 – tymopentyna
  - L 03 AX 10 – immunocyjanina
  - L 03 AX 11 – tazonermina
  - L 03 AX 12 – szczepionka przeciw czerniakowi
  - L 03 AX 13 – octan glatirameru
  - L 03 AX 14 – dichlorowodorek histaminy
  - L 03 AX 15 – mifamurtyd
  - L 03 AX 16 – pleryksafor
  - L 03 AX 17 – sipuleucel-T
  - L 03 AX 18 – krydanimod
  - L 03 AX 19 – dasiprotimut-T
  - L 03 AX 21 – elapegademaza
  - L 03 AX 22 – leniolisib